# Нарочанський (національний парк)
Нарочанський національний парк розташований на території Білоруського Поозерря. Це — одна з п'яти природних території Білорусі, що особливо охороняються. Його створено 28 липня 1999 року в районі озера Нароч. Його створено з метою охорони ландшафтів, цінних природних комплексів та для підтримки біологічної різноманітності. Ландшафт парку утворено при відході Валдайського льодовика 15-20 тисяч років тому.

## Короткий опис
Національний парк знаходиться переважно у Мядельському районі Мінської області. Парк займає, за різними джерелами, площу від 87 тисяч до 97,3 тисяч гектарів. Частково знаходиться також на території Вялейського, Поставського та Смарговського районів. Але національному парку належить лише 66,8 тис. гектарів (здебільшого, ліси та водойми). Інша територія перебуває у володінні різних землевласників.

## Історія

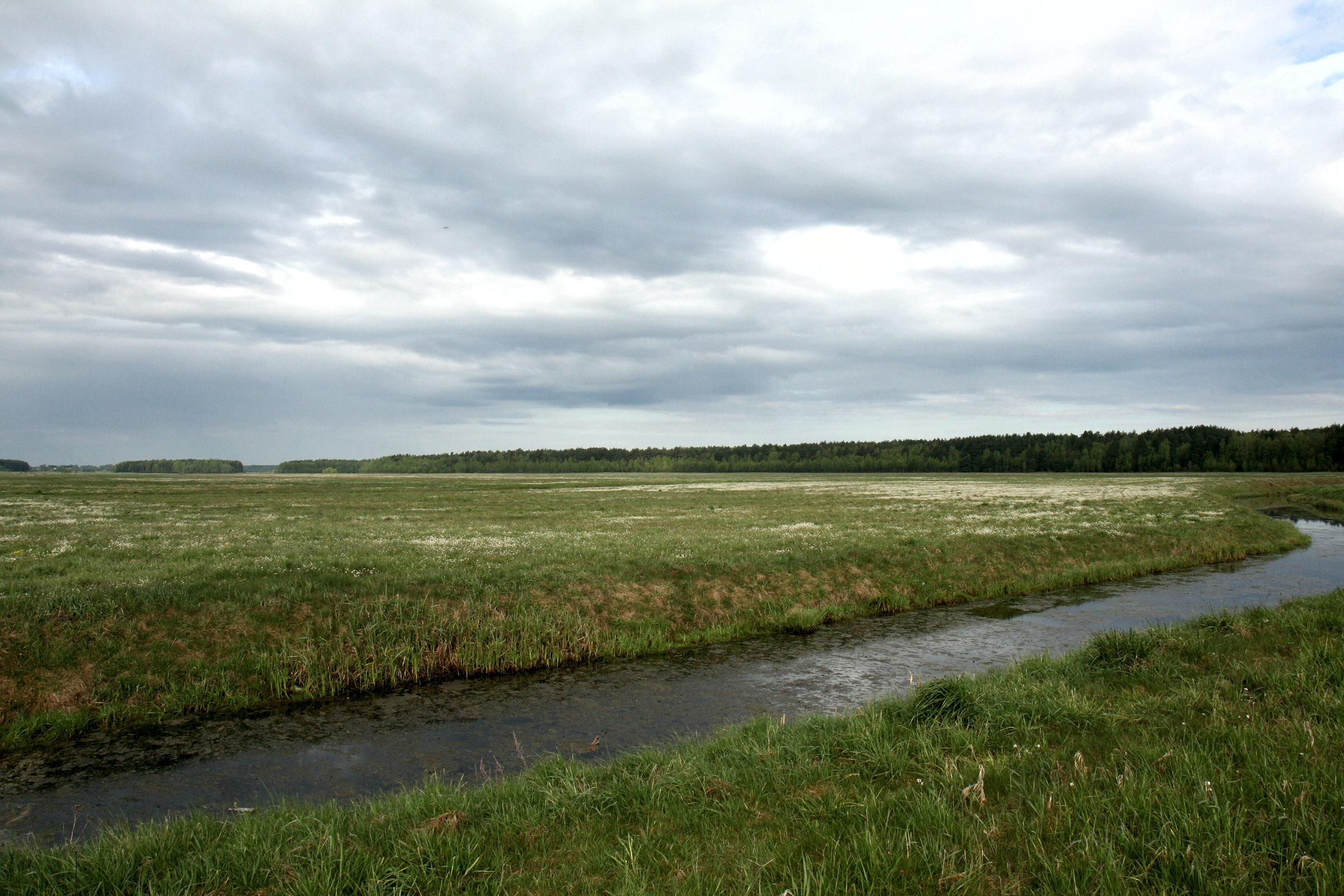
Луг на території Національного парку «Нарочанський»

Ще на початку 20 століття на березі озера Нароч було збудовано приватні вілли, яхт-клуб, ресторан, пристань для парусників. У 1946 р. відбулася перша наукова експедиція у цю місцевість. Вона знайшла джерела мінеральних вод та лікувальних грязей в озерах Кузьмичі, Швакшти та Дягілі. Внаслідок цього було створено кліматобальнеологічний курорт. З 1950-х рр. будувалися туристичні бази та будинки відпочинку. У 1960-1970-ті рр. тут було створено найбільшу курортну зону країни.

## Ландшафт

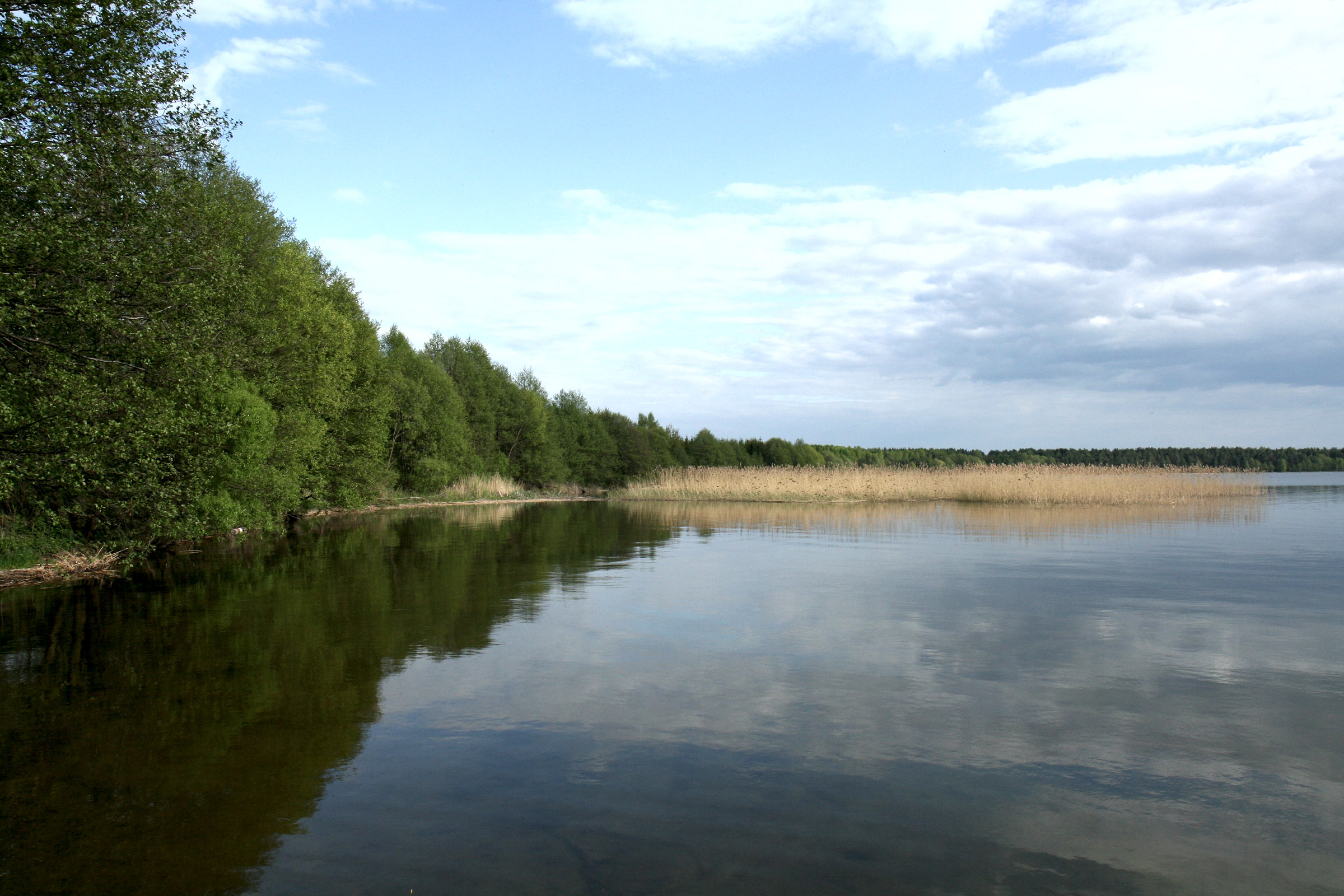
Озеро Мястра

Внаслідок відступу Валдайського льодовика виникли відомі нарочанські озера. Водойми займають близько 1/5 території парку й є озерами басейну Німана та Західної Двіни. Є також невеликі річки Страча, Нарочанка, Узлянка та інші.
У межах національного парку — 43 озера. Частина з них становить чотири групи: Нарочанську, Медельську, Болдукську та Свірську. Найкрасивіші озера краю — найбільше озеро Білорусі Нароч площею близько 80 квадратних кілометрів, Мястро, Баторино.

## Флора
Близько 48 % територій національного парку — соснові бори та березові ліси. У флорі національного парку багато моху, лишайників, грибів, водоростей. Флора нараховує понад 1400 видів інших рослин. З них 114 внесені до Червоної книги Білорусі, у тому числі й найкрасивіша білоруська орхідея — венерин черевичок.

## Фауна
Понад 314 видів хребетних тварин: європейський благородний олень, вепр, лось, сарна, єнот уссурійський, борсук, куниця, видра, ондатра та багато інших.
Через велику кількість водойм в національному парку живе понад 200 видів птахів, серед яких близько 51 — з Червоної книги Білорусі: велика випь, скопа, сірий журавель.
Водиться у цих озерах і понад 35 видів риб: щука, плітка, окунь, лящ, карась тощо.

## Природні пам'ятки у національному парку

### Природний комплекс «Блакитні озера»
Це — унікальний пагорбово-озерний ландшафт. Він утворився в результаті відходу льодовика десятки тисяч років тому. Флора нараховує понад 500 видів рослин, з них 30 — з Червоної книги Білорусі. У 2005 р. цей комплекс отримав статус ключової ботанічної території.
Звертає на себе увагу Болдуцька озерна група. Озеро Болдук — найглибше у Білорусі (понад 46 м). Також тут знаходиться друге за силою у Білорусі Болдуцьке джерело.

### Парк рідкісних рослин
На території геологічної пам'ятки «Півострів Черевки» знаходиться Парк рідкісних рослин, у якому ростуть понад 10 видів рослин, що внесені у Червону книгу Білорусі та охороняються у Європі.

### Дендрологічний сад
У 2002 р. на берегах озер Мястро та Нароч створено дендрологічний сад імені С. А. Гомзи — унікальну колекцію з близько 400 дерев, кущів й трав. Тут же знаходиться Музей лісу.

### Інші пам'ятки
На території національно парку є також пам'ятки білоруської історії та культури: понад 10 курганних поховань, близько 20 городищ та поселень людини.